# سليمان القصار
سليمان القصار (21 يوليو 1960 -)، مغني وطباخ كويتي. من مواليد منطقة شرق ابتدأ مشواره الفني في العام 1979 حيثُ لم يتجاوز حينها الـ19 عامًا واشتهر بفرقته الشعبية قدم العديد من الأغاني. وله برنامج يعرض في رمضان اسمه نكهه وبهار بجزئية الأول والثاني يستقبل فيه الفنانين والمشاهير في الساحة الفنية ليعرض لهم طبخاته الشعبية الكويتية.